# Catoptria algeriensis
Catoptria algeriensis là một loài bướm đêm trong họ Crambidae.